# Titus Flavius Postumius Quietus
Titus Flavius Postumius Quietus (* vielleicht 239/240; † wohl vor 285) war im 3. Jahrhundert römischer Senator und gemeinsam mit Iunius Veldumnianus ordentlicher Konsul im Jahr 272. Er entstammte dem Patrizierstand.

## Konsulat und Namensformen
Sowohl in der Konsulnliste in den Kapitolinischen Fasten als auch in zweien der Inschriften, in denen er als eponymer Konsul des Jahres zur Datierung angeführt wird, taucht er nur mit seinem Cognomen Quietus auf. Lediglich eine 1975 erstmals publizierte Inschrift aus der Calixtus-Katakombe an der Via Appia, die ebenfalls durch Nennung seines Namens datiert ist, führt zusätzlich den Gentilnamen Postumius an. Die Namen Titus und Flavius sind nicht direkt belegt, waren jedoch in der Familie der Postumier zu dieser Zeit üblich und werden daher gelegentlich ergänzt.

## Grabinschrift, politische Laufbahn und Familie
Eine Grabinschrift, die in der Calixtus-Katakombe bei Rom gefunden wurde, gibt in zwei Spalten die Laufbahn jeweils eines römischen Senators wieder. Auf allen vier Seiten fehlen Teile des Textes; der noch erhaltene Teil misst 30 × 97 cm und weist eine Buchstabenhöhe von 3,2 bis 3,4 cm auf. Da auch der Anfang der Inschrift nicht mehr vorhanden ist, fehlen beide Namen der Bestatteten. Die Angaben auf der linken Seite werden jedoch in der Forschung allgemein Postumius Quietus zugeordnet. Dem „absteigenden“ (also rückwärts aufgeführten) cursus honorum auf der Steintafel zufolge war er zunächst auf Vorschlag des Kaisers im Senat hin Quästor, dann – ebenfalls als Kandidat des Kaisers – Prätor (und zwar mit den Aufgaben eines praetor tutelaris; dies vielleicht in den Jahren 269/270). Als nächstes Amt ist die Statthalterschaft in der Provinz Asia mit dem Titel eines legatus Augusti pro praetore belegt (möglicherweise 270/271), anschließend die Funktion als curator rei publicae (also Beauftragter für das städtische Gemeinwesen) für Aeclanum und Ocriculum (das heutige Otricoli). Die nächste Stufe oder die nächsten beiden Stufen der Karriereleiter ist bzw. sind auf der Inschrift nicht vollständig erhalten, da der Anfang aller Zeilen abgebrochen ist, und lassen sich im Gegensatz zu den meisten restlichen fehlenden Stücken auch nicht sicher ergänzen. Der erhaltene Teil lautet „curatori viae / […] et alimentorum“. Postumius Quietus scheint also Beauftragter für die Verwaltung einer Straße und – gleichzeitig oder in einem separaten vorher ausgeübten Amt – für die Versorgung (Alimenta) von bestimmten Bedürftigen gewesen zu sein. Der ungarisch-deutsche Althistoriker Géza Alföldy schlägt in seiner Edition der Grabinschrift im Corpus Inscriptionum Latinarum die Lesungen curator viae Flaminiae et alimentorum oder curator viae Aemiliae et alimentorum vor, bezieht das Amt also auf die Via Flaminia oder die Via Aemilia. An erster Stelle schließlich und damit als chronologisch letztes Amt wird in der Inschrift der ordentliche Konsulat genannt. Ganz am Ende des erhaltenen Teils, aber unabhängig von der restlichen, rückwärts aufgeführten Laufbahn wird noch die Priestertätigkeit als Flamen (ohne weitere Präzisierung) aufgeführt.
Die rechte Hälfte der Inschrift wird auf Titus Flavius Postumius Titianus bezogen, der in einem unbekannten Jahr zum ersten Mal und im Jahr 301 zum zweiten Mal Konsul war. Géza Alföldy hat daher vermutet, dass Titus Flavius Postumius Quietus dessen älterer Bruder war. Urgroßvater des Postumius Titianus und erster Konsul in der Familie war Marcus Postumius Festus, der das Amt wohl im Jahr 160 ausübte. Titus Flavius Postumius Varus, römischer Stadtpräfekt im Jahr 271, gehörte wohl ebenfalls zur Familie.
Ursprünglich schmückte die Inschrift wohl ein gemeinsames Grab der Brüder Postumius, das in der Nähe der Via Appia gelegen haben dürfte; zu einem späteren Zeitpunkt wurde sie für eine Neuverwendung zurechtgeschnitten (daher die fehlenden Teile) und in der Calixtus-Katakombe aufgestellt. Der ursprüngliche Aufstellungsort, also die Grabstätte der beiden Senatoren, wird in der Nähe des Fundortes vermutet. Heute befindet sich die Inschrift im Rijksmuseum in Leiden (Inventarnummer Pb 23).

## Ehefrau und Spekulationen um das religiöse Bekenntnis
Möglicherweise handelt es sich bei dem Konsul des Jahres 272 um denselben Mann, der unter dem Namen Postumius Quietus in einem weiteren Grab genannt wird. Dieses befindet sich ebenfalls in den Katakomben Roms, nämlich in einer großen Kammer (der sogenannten Spelunca Magna) der Praetextatus-Katakombe. Dort wurde ein Bruchstück eines Marmorsarkophags gefunden, das 23 × 30 cm misst, 2,7 cm dick ist und mit einer Inschrift aus 2 cm hohen Buchstaben beschrieben ist. Mittlerweile ist das Fundstück anscheinend verschollen.
Der Stein war oben und links abgebrochen und an den noch original erhaltenen Außenseiten, also unten und rechts, mit einer breiten Rahmenleiste verziert. Außerhalb davon war ganz rechts das rechte Bein und ein Mantelzipfel einer Person dargestellt, die einen Genius darstellen sollte. In dem Text wird die Bestattete, deren Name allerdings nicht mehr vorhanden ist, als Ehefrau des vir clarissimus (also eines Angehörigen des Senatorenstandes) Postumius Quietus bezeichnet. Der Sarkophag wird in das mittlere bis späte 3. Jahrhundert datiert. Für die Gleichsetzung der beiden Personen spricht daneben auch, dass die beiden Fundorte nahe beieinander, nämlich in Katakomben an der Via Appia im Parco della Caffarella gefunden wurden.
Wenn die beiden Personen identisch sind, könnte das bedeuten, dass Titus Flavius Postumius Quietus Christ war (beziehungsweise zumindest eine christliche Ehefrau hatte) und dies seiner Karriere trotzdem keinen Abbruch tat. Kaiser Aurelian, der zur Zeit seines Konsulats regierte (270–275), nahm gerade zu Beginn seiner Herrschaft noch eine vergleichsweise tolerante Haltung gegenüber den Christen ein. Obwohl es also zumindest denkbar ist, dass in diesen Jahren ein Christ den Konsulat bekleidete, lässt sich letztlich nicht eindeutig sagen, dass der christliche Vir clarissimus und der Konsul von 272 ein und dieselbe Person waren. Eine weitere Möglichkeit ist zudem noch, dass der Grabstein der Ehefrau zunächst in einer paganen Grabstätte – zum Beispiel der nahegelegenen Grabstätte der Postumier – aufgestellt worden war und lediglich eine Zweitverwendung in der Katakombe fand, also gar keinen ursprünglichen christlichen Zusammenhang hat.